# Мала Строївка
Мала́ Стро́ївка — пасажирський залізничний зупинний пункт Київської дирекції Південно-Західної залізниці на неелектрифікованій лінії Чернігів — Горностаївка.
Розташований біля села Строївка Ріпкинського району Чернігівської області між станціями Грибова Рудня (3 км) та Горностаївка (6,5 км).
На зупинному пункті зупиняються приміські поїзди.